# Eupithecia cabreria
Eupithecia cabreria es una especie de polilla de la familia Geometridae. La especie fue descrita por primera vez por András Mátyás Vojnits habiendo sido descrita en 1992, con distribución en la Región del Biobío, Chile. El holotipo de la especie fue descrita en la Provincia de Malleco, en los límites de la Cordillera de Nahuelbuta, a poca distancia este del Estero Cabrería (de donde la especie obtiene su nombre) a una altura aproximada de 1200 metros (3937,0 pies). Tiene un gran parecido al Eupithecia pucatrihue, que se ubica en la misma región.